# 政治安全
政治安全是哥本哈根學派在研究國際安全時，所考慮的五大範疇之一。
從政策角度而言，政治安全是人類安全議程的一部分。1994年的《人類發展報告》為政治安全下了一個定义和范围，當中赫布卜·烏·哈格以少於400字的字數去定義什麼是政治安全——使人民免受政府镇压、系统地侵犯人权和军事化的威胁。此一定義確立了一項議程——保障人民避免繼續受到國家政治迫害，系统性酷刑、虐待、失踪的影響。
巴里·布赞、奥利·维夫、亚普·迪·懷爾德等人認為政治安全（社会秩序的稳定）為國家安全的要素之一。像保罗·罗杰斯（Paul Rogers）般的研究者則認為，國際秩序跟社會秩序應放在同等位置看待。因此，政治安全亦跟国际法（包括战争法）的條文和執行、国际组织是否有效、國家與其他安全行為體之間的外交和談判有關。此外，政治安全亦取決於政府等行為體對政治異見的包容性，以及公民的人類安全:3。